# Веденяпин, Пётр Александрович
Пётр Алекса́ндрович Веденя́пин (25 февраля [8 марта] 1884, Санкт-Петербург — 21 января 1955, Асунсьон, Парагвай) — русский офицер, герой Первой мировой войны.

## Биография
Происходил из старинного дворянского рода. Родился 25 февраля (8 марта) 1884 года в Санкт-Петербурге в семье инженер-подполковника (впоследствии — инженер-генерала) Александра Алексеевича Веденяпина.
Окончил Пажеский корпус по 1-му разряду (1903) и выпущен подпоручиком в лейб-гвардии Преображенский полк.
Чины: поручик (1907), штабс-капитан (1911), капитан (?), полковник (1916).
В 1911 году окончил Николаевскую военную академию (по 1-му разряду).
В Первую мировую войну вступил с Преображенским полком, командовал ротой и батальоном. Был награждён Георгиевским оружием за бой 15 июля 1916 года при взятии укрепленной деревни Рай-Место, в котором командовал 1-м батальоном и лично вел солдат в штыковую атаку.
В апреле—сентябре 1917 года был командующим лейб-гвардии Измайловским полком. В июле возглавлял нелегальную петроградскую организацию офицеров Измайловского полка, Кавказской туземной конной дивизии и некоторых частей технических войск. 16 сентября был отчислен, за болезнью, от должности командира полка в резерв чинов. В октябре был членом подпольной Алексеевской организации в Петрограде.
Участвовал в Белом движении в составе Добровольческой армии и ВСЮР. В ноябре 1917 был начальником штаба генерала Алексеева в Новочеркасске, Участвовал в 1-м Кубанском походе. В мае 1918 года был представителем Добровольческой армии на Тереке, в октябре—декабре входил в Главный комитет Общества Белого Креста.
В эмиграции в Китае, жил в Тяньцзине. С 1926 года состоял членом правления отделения Союза бывших военнослужащих Российской армии и флота в Тяньцзине. На 1941 год был членом  Офицерского собрания в Шанхае. В 1949 году переехал в Аргентину, а затем в Парагвай.
Умер 21 января 1955 года в Асунсьоне.

## Награды
- Орден Святого Владимира 4-й ст. с мечами и бантом (1914);
- Высочайшее благоволение (за боевые отличия, 1917);
- Георгиевское оружие (ПАФ 02.04.1917);
- Орден Святого Владимира 3-й ст. с мечами (1917).